# Pachysolen tannophilus
Pachysolen tannophilus är en svampart som beskrevs av Boidin & Adzet 1958. Pachysolen tannophilus ingår i släktet Pachysolen, ordningen Saccharomycetales, klassen Saccharomycetes, divisionen sporsäcksvampar och riket svampar.   Inga underarter finns listade i Catalogue of Life.